# Micropora stenostoma
Micropora stenostoma is een mosdiertjessoort uit de familie van de Microporidae. De wetenschappelijke naam van de soort is, als Membranipora stenostoma, voor het eerst geldig gepubliceerd in 1854 door Busk.